# Savoia-Marchetti S.55
Savoia-Marchetti S.55 — итальянский гидросамолёт (двухкорпусная летающая лодка — гидроплан-катамаран). Разработан и производился предприятием Savoia-Marchetti (la S.I.A.I.) с 1926 года (также выпускался компаниями Cantieri Ruiniti dell’Adriatico — CRDA и Piaggio) в нескольких модификациях. Выпущено более 200 самолётов. Установил ряд рекордов в своём классе. Начало работ по проекту — 1922 год. Конструктор — Алессандро Маркетти. Первый полёт — август 1924 года.

## Разработка самолёта и испытания
В 1922 году техническим директором и главным конструктором итальянской авиастроительной фирмы SIAI (Societa Idrovalanti Alta. Italia) был назначен Алессандро Маркетти. В это время Комиссариат аэронавтики Италии объявил конкурс на создание проекта «гидросамолёта-торпедоносца открытого моря». Техническим заданием оговаривалась боевая нагрузка в одну тонну.
Несколько авиастроительных фирм представили свои проекты, где все машины были традиционной компоновки — лодка-биплан и два поддерживающих поплавка под крылом. Исключением стал проект представленный фирмой SIAI.
Проект, предложенный Алессандро Маркетти, имел необычную схему. Маркетти пришёл к выводу, что наилучшим вариантом станет двухкорпусная летающая лодка, это позволит без проблем разместить под центропланом торпеды и бомбы. Схема катамарана давала высокую степень устойчивости, позволявшая преодолевать высокую волну. Размещение двигателя над центропланом снижало риск залива их морской водой. Проект, получивший название S.55, представлял собой реализацию этой идеи.
Первоначально фирма SIAI получила заказ на изготовление двух опытных прототипов S.55, которые начали строить на заводе в Сесто-Календе. После успешных лётных заводских испытаний самолёт передали военным. Военные выявили ряд недостатков — недостаточный обзор из кабины, низкая скорость, также военные специалисты полагали, что пилот не сможет приводниться, коснувшись поверхности воды одновременно днищами двух лодок. ВМС Италии отказались принимать S.55 на вооружение.
Для реализации своего проекта фирме пришлось искать других заказчиков. Большой внутренний объём фюзеляжей позволял, вместо военного оборудования, разместить пассажирский салон на 5 мест. Была разработана пассажирская модификация S.55C. Пассажирские салоны оборудовали большими прямоугольными иллюминаторами. Всего самолёт мог перевозить пять пассажиров в каждой лодке и трёх членов экипажа. Этим проектом заинтересовалась авиакомпания AEI (Aero Espresso Italiana), которая заказала несколько экземпляров. Испытания S.55C были проведены в 1925 году и завершились полным успехом. В течение 1925—1926 годов авиакомпания AEI получила семь заказанных самолётов.
Лишь после начала успешной эксплуатации самолёта в авиакомпаниях, ВМС Италии сделала первый заказ военной версии самолёта. Усовершенствованный военный вариант был одобрен Министерством аэронавтики, и был подтверждён заказ на 14 самолётов для войсковых испытаний.

## Серийное производство и модификации

### Гражданские модификации
S.55C — первая пассажирская версия. Рассчитана на 10 пассажиров. Было изготовлено 8 экземпляров.
S.55P — увеличена высота кабин, пассажиры могли стоять в полный рост. В каждом корпусе размещалось по 6 пассажиров. Выпускались с 1928 года, изготовлено 23 экземпляра. В 1930 году американская фирма American Aeronautical Co. приобрела лицензию на сборку S.55P, но был изготовлен только один самолёт.

### Военные модификации
S.55 — усовершенствованный вариант с двигателями мощностью 500 л. с. Экипаж 5-6 человек. Вооружение — четыре пулемёта калибра 7,7 мм на турелях в носовой и хвостовой частях самолёта. Бомбовая нагрузка 1 тонна. Запас горючего 1640 литров. Изготовлено 88 экземпляров.
S.55A — модификация с увеличенной бомбовой нагрузкой до 2 тонн. Устанавливались двигатели мощностью 560 л. с. Изготовлено 16 экземпляров. Эти самолёты в 1930 году готовили для группового перелета через Южную Атлантику. С самолёта было снято вооружение, запас топлива увеличили до 5420 литров. Передний винт двухлопастный, задний четырёхлопастный.
S.55M — Аналог S.55A со смешанной конструкцией планера, лодки были металлическими. Выпускались по лицензии фирмой «Пьяджо». Изготовлено 7 самолётов".
S.55 Scafo Allargato — модификация S.55 с закрытой пилотской кабиной и увеличенными размерами лодок. Изготовлено 16 экземпляров.
S.55 Scafo Allargatissimo — модификация гидросамолета с удлинёнными и улучшенными обводами лодок. Запас топлива 2500 литров. Изготовлено 42 экземпляра.
S.55X — модификация с двигателями мощностью 750 л. с. В 1931 году изготовлено 25 экземпляров для трансатлантических перелетов. По возвращении в Италию были дооснащены вооружением и использовались в подразделениях гидросамолётов в качестве разведчиков и бомбардировщиков до 1938 года.

## Конструкция самолёта
Savoia Marchetti S.55 — двухкорпусный моноплан (летающая лодка — катамаран) с высоким расположением крыла, двухбалочным, двухкилевым ферменным хвостовым оперением. Конструкция фюзеляжа и крыла — цельнодеревянная, хвостовых балок и оперения — смешанная. Основной конструкционный материал — ясень, тополь, орегонская сосна. Самолёт по типу — многоцелевая летающая лодка, по назначению — морской дальний разведчик, бомбардировщик и торпедоносец. Экипаж состоял из четырёх человек — два лётчика, штурман-бомбардир и радист; штурман и радист также выполняли функции стрелков.
Фюзеляж — две однореданные лодки, разнесённые между собой на 4,5 м по осям, связанные между собой центропланом. Конструкция правой и левой лодок аналогична. Обшивка корпусов лодок — фанера. Ниже ватерлинии фанера двухслойная — между листами фанеры прокладывалась пропитанная смесью дёгтя и гуттаперчи ткань.
В гражданском варианте в каждой из лодок — пассажирская кабина, рассчитанная на пять или шесть мест, в зависимости от модификации.
В военном варианте в носовом и в хвостовых отсеках обеих лодок монтировались пулемётные турели. В левой лодке за турелью находилось рабочее место штурмана-бомбардира. В кабине штурмана-бомбардира устанавливали навигационное и прицельное оборудование. В правой лодке за турелью находилась звукоизолированная радиорубка стрелка-радиста. В центральной части обеих лодок были размещены топливные баки. Между бензобаками был предусмотрен проход к хвостовым турелям. Освещение внутреннего пространства лодок происходило через крупные иллюминаторы на наружных бортах. К кормовым частям лодок шарнирно были присоединены хвостовые фермы, образованные четырьмя деревянными лонжеронами и мембранами из фанеры, закрытые фанерным шпоном. Жёсткость ферм обеспечивалась крестообразными расчалками. Хвостовые балки замыкались установленным на них стабилизатором.
Крыло — свободнонесущее трёхлонжеронное толстого профиля трапециевидное в плане, лежало сверху на лодках. Состоит из центроплана и двух отъёмных консолей, пристыкованных к центроплану с поперечным V=3,5 градуса. Стреловидность передней кромки 15 %. Каркас крыла — три лонжерона и распорки из стальных трубок. Внутренняя полость крыльев состоит из восемнадцати изолированных водонепроницаемых отсеков, образованных девятнадцатью монолитными нервюрами. Такая конструкция обеспечивала плавучесть в случае вынужденной посадки на воду. Обшивка — фанера и полотно. К верхней части центроплана крепится моторама. В передней части центроплана расположена закрытая пилотская кабина (в варианте S.55C — открытая). За кабиной — главный топливный бак и отсек со спасательным оборудованием. В центроплане имеются проходы из пилотской кабины в каждую из лодок. Механизация крыла — аэродинамически сбалансированные элероны, установленные на консолях. Управление элеронами тросовое.
Хвостовое оперение — крепится к верхней поверхности крыла и задней части корпусов лодок двумя трубчатыми деревянными фермами. Вертикальное оперение — два киля с рулями направления, между килями установлен третий руль направления. Все три руля работают синхронно. Каркас киля металлический, обшивка киля и рулей направления полотняная. Горизонтальное оперение — отклоняемый в полете стабилизатор с рулем высоты. Руль высоты имеет весовую и аэродинамическую балансировку. Каркас стабилизатора деревянный, обшивка фанерная. Каркас руля высоты из стальных труб, обшивка — полотно. Вся конструкция хвостового оперения была связана тросовыми расчалками с лодками и крылом, что придавало ей жёсткость.
Силовая установка — два двигателя, установленные продольно в общей надцентропланной мотогондоле на М-образной мотораме под углом 8 градусов. Передний двигатель с приводом на тянущий, а задний на толкающий воздушные винты противоположного вращения. Двигатель — 18-цилиндровый V-образный жидкостного охлаждения Isotta-Fraschini Asso 750, мощностью 885 л. с. Двигатели не каптировали. Перед передним двигателем установлен маслорадиатор. Между двигателями был установлен маслобак и коробка агрегатов. Винты цельнодеревянные фиксированного шага: передний двухлопастный диаметром 3,6 м, задний четырёхлопастный диаметром 3,15 м. Запуск двигателя осуществлялся сжатым воздухом, который поступал из баллона, пополнявшегося с помощью мотокомпрессора, установленного между двигателями. Модификации S.55 комплектовались различными двигателями, отличавшимися мощностью.
Самолётные системы и оборудование. Управление — двойное, тросами и расчалками. Приборы — компас, указатели оборотов двигателей, термометры воды и масла, манометр, указатель скорости, часы, индикатор пожара и указатель углов отклонения стабилизатора. В правой лодке устанавливалась радиостанция «Маркони». Электросеть запитывалась от аккумулятора, установленного в радиорубке, который подзаряжался от динамо-машины с ветряком на стойке над правой консолью крыла.
Противопожарное оборудование — стационарный огнетушитель для силовой установки и четыре переносных огнетушителя в лодках.
Морское снаряжение — якорь с лебёдкой на борту левой лодки. В лодках имелись ручные водоотливные насосы. Были предусмотрены специальные рым-кольца для буксировки по воде и кольца для подъёма самолёта краном.
Вооружение военного варианта — четыре пулемёта калибра 7,69 мм с боекомплектом до 500 патронов на ствол. Пулемёты устанавливались на турелях в носовой и кормовой частях лодок. Под центропланом на бомбодержателях подвешивались бомбы или морские мины общим весом до 3600 кг. Для ударов по надводным целям возможна была подвеска одной торпеды весом 850 кг.

## Эксплуатация
Ещё первые, предсерийные машины S.55P в 1926 году установили 14 мировых рекордов скорости, высоты и грузоподъёмности. Широкую известность получили рекордные полёты этих машин между Европой и Северной Америкой.

### Итальянские ВВС
К концу 1926 года двенадцать военных самолётов S.55 первой серии поступили в Экспериментальную эскадрилью морских бомбардировщиков. Командование итальянских ВВС организовало несколько тестовых рекордных перелётов, чтобы окончательно убедиться в необходимости крупного серийного заказа.
Savoia-Marchetti S.55 был одним из первых самолётов, пересёкших Атлантический океан. Первым планировал пересечь Южную Атлантику бразильский пилот де Баррос Рибейро (João Ribeiro de Barros), вылетев в октябре 1926 года из Италии на Канарские острова, на острове Зелёного мыса самолёт сломался и взлетел только к апрелю 1927 года.
13 февраля 1927 года самолёт S.55 «Санта Мария» (Santa Maria) → «Санта Мария II», пилотируемый экипажем Франческо де Пинедо (Francesco De Pinedo), совершил двойной трансатлантический перелёт перелёт по трассе Дакар (Сенегал) → Пернамбуко (Бразилия) — за три месяца до первого одиночного полёта Чарльза Линдберга. За этим последовали и другие рекордные полёты, наиболее известным из которых стал трансатлантический перелёт 24 самолётов S.55 в июле 1933 года из Орбетелло (Италия) в Чикаго. Командовал этим 48-часовым перелётом маршал авиации Италии Итало Бальбо.
Летом 1928 года S.55 участвовали в поиске экспедиции У. Нобиле, который пытался добраться до Северного полюса на дирижабле «Италия». К апрелю 1933 года в итальянских ВВС насчитывалось 126 летающих лодок S.55. Большая часть построенных самолётов предназначалась для использования в качестве торпедоносцев, дальних морских разведчиков и бомбардировщиков, однако по ряду причин в боевых действиях самолёты участвовали мало. Осенью 1935 года во время вторжения итальянских войск в Эфиопию S.55 использовались в качестве транспортников. Во время войны в Испании эти гидросамолёты патрулировали средиземноморское и атлантическое побережье Испании на стороне франкистов. Бразильские самолеты наносили бомбовые удары по мятежному гарнизону в Сан-Пауло. До Второй Мировой войны летающие лодки S.55 не дожили к 1939 году их почти все списали.

### Итальянская гражданская авиация
С августа 1926 года авиакомпания Aero Espresso Italiana на Savoia-Marchetti S.55 открыла, впервые для Италии, регулярные международные пассажирские перевозки по маршруту Бриндизи — Афины — Лемнос — Константинополь. В авиакомпании эксплуатировалось десять самолётов. Полёты выполнялись ежедневно.
SAM — Società Aerea Mediterranea, крупнейший итальянский оператор S.55 — эксплуатировала 15 гидропланов. Базировалась в Lido di Ostia на Тирренском море. Обслуживала маршруты Средиземноморья.
Ala Littoria — авиакомпания, образованная в 1934 году после объединения нескольких итальянских компаний. В парке компании эксплуатировалось десять гидропланов до 1938 года. В процессе службы самолёты подвергались модернизации, также на них установили более мощные двигатели.

### За пределами Италии
Мексиканская авиакомпания Compania de Transportes Aeros Mexicano-Cuba эксплуатировала в 1931—1932 годах два S.55 на линии Веракрус — Гавана.
Бразильская авиакомпания Panair do Brasil эксплуатировала три гидроплана с 1933 по 1937 годы.
В США авиакомпания Airvia Transportation владела двумя экземплярами S.55. Гидропланы летали из Нью-Йорка в Бостон до сентября 1929 года.
В парке авиакомпании Alaska Airways находилось два самолёта S.55.
В составе ВМС Румынии находилось семь гидропланов S.55. К моменту нападения на СССР в строю находилось пять исправных гидропланов. В основном они патрулировали побережье Чёрного моря. К апрелю 1943 года все самолёты были списаны.

### Самолёты для СССР
Savoia-Marchetti S.55 попали и в СССР: в 1932 году Аэрофлот приобрёл 5 таких самолётов в новой модификации «P», а не «Х» (Круиз), 4 из них предназначались для Дальневосточного управления Гражданвоздухофлота (ГВФ), а головная, с полным зимним капотированием двигателей (глухим утеплённым капотом моторов) — для управления воздушной службы Главсевморпути (УВС ГУСМП) — разбилась 12 июля 1933 года в районе Сталинграда, на Волге, при перегоне (лётчик-испытатель Б. Л. Бухольц).
На самолёте с заводским номером 10531, который было решено доставить своим ходом из Италии, также была установлена радиостанция типа «marine» (морская) фирмы «Marconi» (Marconi Marino). Кроме того, на всех самолётах предусматривалось отопление пилотской кабины (электричеством) и пассажирских салонов (беспламенными печами).
Оставшиеся три самолёта доставлены морем к осени 1933 года во Владивосток, зимовали на складах — в пакгаузах Совторгфлота с 1933 года на 1934 год.
10 апреля 1934 года начальник ГУ ГВФ И. С. Уншлихт распорядился о закреплении С.55 за ДВУ ГВФ и передаче их в эксплуатацию.
Все гидросамолёты работали на Дальнем Востоке СССР (порт приписки — Хабаровск, Владивосток) на местных почтово-пассажирских авиарейсах и последний гидросамолёт был списан в 1938 году.
Именно на S.55 И. П. Мазурук доставил в село Пермское государственную комиссию, окончательно выбравшую место для строительства Комсомольска-на-Амуре.
Savoia-Marchetti S.55 («Савоя С.55П») для СССР, таблица по:
| Заводской номер | Итальянский реестр | Бортовой — регистрационный номер Аэрофлота | История самолёта |
| 10527           | AABR               | СССР Н11                                   | Головной, разбился в 1933 г. при перегоне из Италии, пилотировал Б. Л. Бухольц (УВС ГУСМП, для парохода «Челюскин») |
| 10528           | АABS               | СССР Л996                                  | Неисправен с 1937 г., списан в 1938 г.                                                                              |
| 10529           | AABT               | СССР Л997                                  | Закреплён за экипажем А. Я. Иванова, 04.09.1934 г. в районе бухты Ольга получил пробоину и списан                   |
| 10530           | AABU               | СССР Л995                                  | Авария в 1936 г., списан                                                                                            |
| 10531           | AABV               | СССР Л840                                  | Закреплён за экипажем И. П. Мазурука, разбился 26.06.1935 г., пилотировал А. П. Светогоров                          |

Самолёты работали на линиях:
- Хабаровск — Петропавловск-Камчатский,
- Владивосток — Александровск-Сахалинский — Петропавловск-Камчатский,
- Хабаровск — Оха — Александровск-Сахалинский.

К началу Второй мировой войны самолёты S.55 были выведены из активной эксплуатации во всех странах, часть машин передана на базы хранения.

## Лётно-технические характеристики (S.55P)
Лётно-технические характеристики представлены для модели S.55P — улучшенного гражданского варианта с увеличенным фюзеляжем для 10 пассажиров и закрытыми кабинами, выпускавшегося с 1928 по 1932 гг.; было выпущено 23 экземпляра.
- Экипаж — 4 чел. (3 чел. — в гражданской версии)
- Длина — 16,75 м
- Размах крыльев — 24 м
- Высота — 5 м
- Площадь крыла — 93 м²
- Сухая масса — 5750 кг
- Максимальная взлётная масса — 8260 кг
- Силовая установка (2 ед., тандемное расположение типа «тяни-толкай» с тянущим и толкающим винтами) — «Изотта-Фраскини Ассо 750» — «Isotta-Fraschini Asso 750» — 750 v, 656 кВт; номинальная мощность — 885 л. с., на взлётном режиме — 940 л. с., длина двигателя — 2196 мм, ширина — 1060 мм, высота — 1060 мм, рабочий объём — 47,07 л, масса двух двигателей (без масла, воды, ступицы гребного винта и выхлопной трубы) — 1280 кг (640 кг — 1 ед.), алюминиевое литьё
- Конфигурация двигателя — 18-цилиндровый W-образный, из хром-марганцевой стали, с водяным охлаждением
- Карбюраторы (6 ед.) — «Изотта-Штромберг» — «Isotta-Stromberg», распределение — двойной верхний распределительный вал (DOHC) с четырьмя клапанами на цилиндр
- Топливо — бензин с октановым числом 87, типа «Regular»
- Удельный расход топлива — 220 г/(л. с.·ч)
- Максимальная скорость — 279 км/ч
- Крейсерская скорость — 200—220 км/ч
- Посадочная скорость — 120 км/ч
- Дальность — 3500 км
- Практический потолок — 5000 м
- Пассажиры — 12 чел. (6-местный салон одной лодки)
- Окупаемость — 9 руб. 37 коп. на 1 т/км
- Всего изготовлено — 23 экз.
- Стоимость самолёта в 1932 г. — 477 тыс. лир (1 млн руб. золотом).